# Dubianaclia expallescens
Dubianaclia expallescens är en fjärilsart som beskrevs av Saalmüller 1884. Dubianaclia expallescens ingår i släktet Dubianaclia och familjen björnspinnare. Inga underarter finns listade i Catalogue of Life.